# Monte Balbi
O Monte Balbi é a mais alta montanha  da cordilheira Imperador e da ilha de Bougainville, na Papua-Nova Guiné atingindo no topo os 2715 m de altitude. Fica no centro-norte da ilha e é um estratovulcão sem erupções registadas em períodos históricos. Tem cinco crateras vulcânicas ao longo de um tergo a norte do cume, uma das quais contém um lago de cratera. Há muitas fumarolas perto das crateras. Tem isolamento topográfico de 752,26 km